# Norbert Joa
Norbert Joa (* 1961 in Würzburg) ist ein deutscher Journalist.

## Werdegang
Joa ist Absolvent der Deutschen Journalistenschule, studierte Neuere Geschichte, Politik und Kommunikationswissenschaft und arbeitete nebenbei für die Main-Post. Über das Hamburger Abendblatt und den Süddeutschen Rundfunk kam er zum Bayerischen Rundfunk.
Dort war er acht Jahre Reporter für das Münchner Mittagsmagazin auf Bayern 2, danach Feature-Autor für die Abteilung Hörbild. Nebenbei arbeitete er auch für die Programme Bayern 3 und B5 aktuell.
Zurzeit moderiert Norbert Joa auf Bayern 2 dienstags die Talkshow Eins zu Eins und ist als Reporter in der Rubrik Mittendrin – Joa für das am Samstag erscheinende Wochenmagazin Orange unterwegs. Regelmäßig ist er auch in der Kolumne Ende der Welt zu hören, mit der die Informationssendung Radiowelt werktäglich um 08:25 Uhr schließt.
Zudem schrieb er in den letzten Jahren für die Süddeutsche Zeitung, Deutschlandradio Kultur und Die Zeit. Er ist Dozent an der Deutschen Journalistenschule, der Bayerischen Landeszentrale für neue Medien und unterrichtet Volontäre des Bayerischen Rundfunks.

## Auszeichnungen
Im Jahr 2000 gewann Norbert Joa mit seinem Stundenfeature „Im Feindesland“ den Civis Medienpreis in der Kategorie Information. Im Großraum Berlin hatte er dafür Neonazis, ihre Gegner und gleichgültige Bürger porträtiert. 2012 war er einer der drei Nominierten für den Deutschen Radiopreis in der Kategorie „Interview“ – für sein Gespräch mit dem ehemaligen RAF-Terroristen und Schauspieler Christof Wackernagel.

## Privates
Norbert Joa ist verheiratet, vierfacher Vater und lebt in München.